# Vaigash
Vaigash ou Vayigash (em hebraico: וַיִּגַּשׁ, cujo significado é "e ele se aproximou" ou "então ele se aproximava", a primeira palavra da Parashá) é a décima primeira porção semanal da Torá (parashá) no ciclo anual judaico de leitura da Torá. Ela é constituída de Gênesis 44:18 - Gênesis 47:27. Os judeus na diáspora a leem no décimo primeiro Shabat após o Simchat Torá, geralmente em Dezembro ou Janeiro.
Na Parashá, Judá faz um apelo persuasivo, em nome de seu irmão Benjamim, José se revela aos seus irmãos, Jacó desce ao Egito e a administração do Egito por José salva vidas, mas transforma todos os egípcios em escravos do faraó e compra quase todas as terras do Egito para o faraó.